# Joan Vich i Manrique de Lara
Joan Vich i Manrique de Lara (Alzira, 1530 - Tarragona, 1612), fou un aristòcrata, diplomàtic i esclesiàstic valencià.

## Biografia
Descendent de la casa dels comtes de Paredes, els seus pares eren Lluís Vich, baró de Llaurí i cambrer major de Carles V, i de Mencía Manrique de Lara. Era net de Jeroni Vich i Vallterra (conegut com l'ambaixador Vich, ambaixador a Roma del rei Ferran el Catòlic i més tard de l'emperador Carles).
Joan Vich també fou ambaixador a la Santa Seu, bisbe de Mallorca des de 1573 a 1604 i arquebisbe de Tarragona des de 1604 fins a la seua mort. El bisbat de Mallorca li va ser atorgat per petició de Felip II de Castella. El seu germà, Lluís Vich i Manrique de Lara, fou virrei de Mallorca entre els anys 1583 i 1594.
Fou soterrat al monestir de la Murta d'Alzira, on la família Vich tenia capella pròpia, ja que eren benefactors i mecenes del mateix cenobi.